# Glebe Point, New South Wales

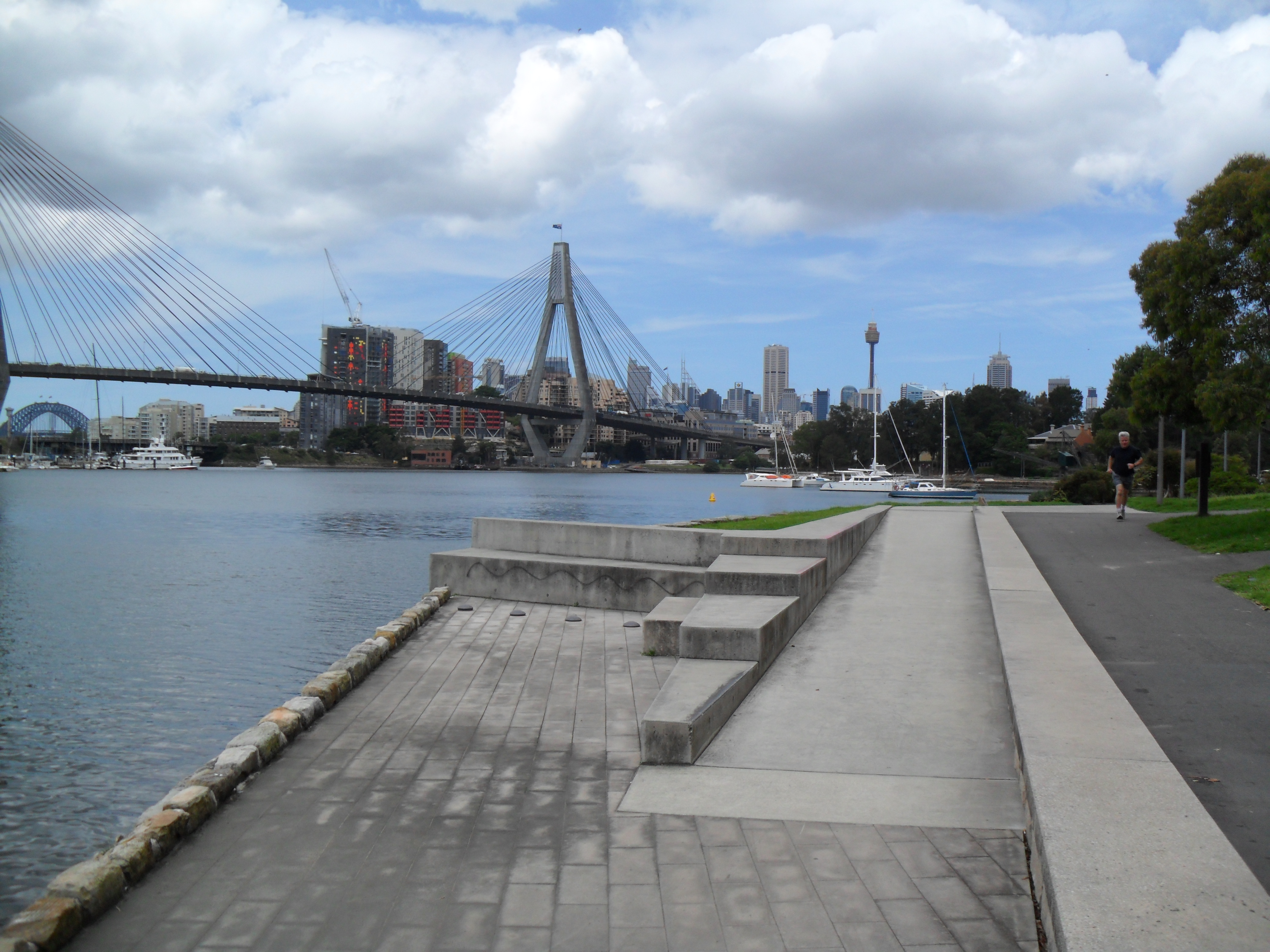
Glebe Point, Pope Paul VI Reserve

Glebe Point este o suburbie în Sydney, Australia.